# Schloss Pottschach
Schloss Pottschach ist ein Renaissance-Wasserschloss und liegt in Pottschach in Niederösterreich. Die Pfarrkirche Pottschach und das Schloss bilden eine gemeinsame Wehranlage. Es befindet sich in Privatbesitz und kann nicht besichtigt werden.

## Geschichte
An der Stelle des heutigen Schlosses befand sich ursprünglich eine Wasserburg. 1134 wird das erste Mal ein Gunterus de Pottschach als Dienstmann der Formbacher erwähnt. Danach war die Burg im Besitz von Ministerialen der Otakare. Im 13. Jahrhundert ging die Herrschaft an die Herren von Kranichberg und 1254 an den Landesfürsten. 1493 wurde die Burg an die Hagen verkauft und wechselte dann mehrmals die Besitzer. 1539 ging die Herrschaft an die Herren von Ursenbeck. Die Burg wurde unter Bernhard Ursenbeck abgerissen und ein Wasserschloss im Renaissancestil errichtet. 1687 erfolgte der Verkauf an den Freiherrn von Pach, 1712 ging der Besitz auf die Grafen von Walsegg über. Zwischen 1830 und 1832 erwarben die Fürsten von und zu Liechtenstein das Schloss. Fürstin Franziska von Liechtenstein ließ die Wassergräben zuschütten und den Vorbau schleifen. 1891 erwarb die Familie Figdor das Schloss und renovierte es.

## Baubeschreibung
Das Schloss ist ein rechteckiger, dreigeschoßiger Bau, der im dritten Stock an den Ecken Türmchen besitzt. Obwohl es ein Schloss ist, ist es sehr wehrhaft gebaut. Es befinden sich im dritten Stock nur Spähfenster und Schießscharten. Dieser Bau ist an drei Seiten von einer Mauer und vier Türmen umgeben. Ursprünglich befand sich auch ein Vorbau vor dem Schloss, der unter Franziska von Liechtenstein geschleift wurde.

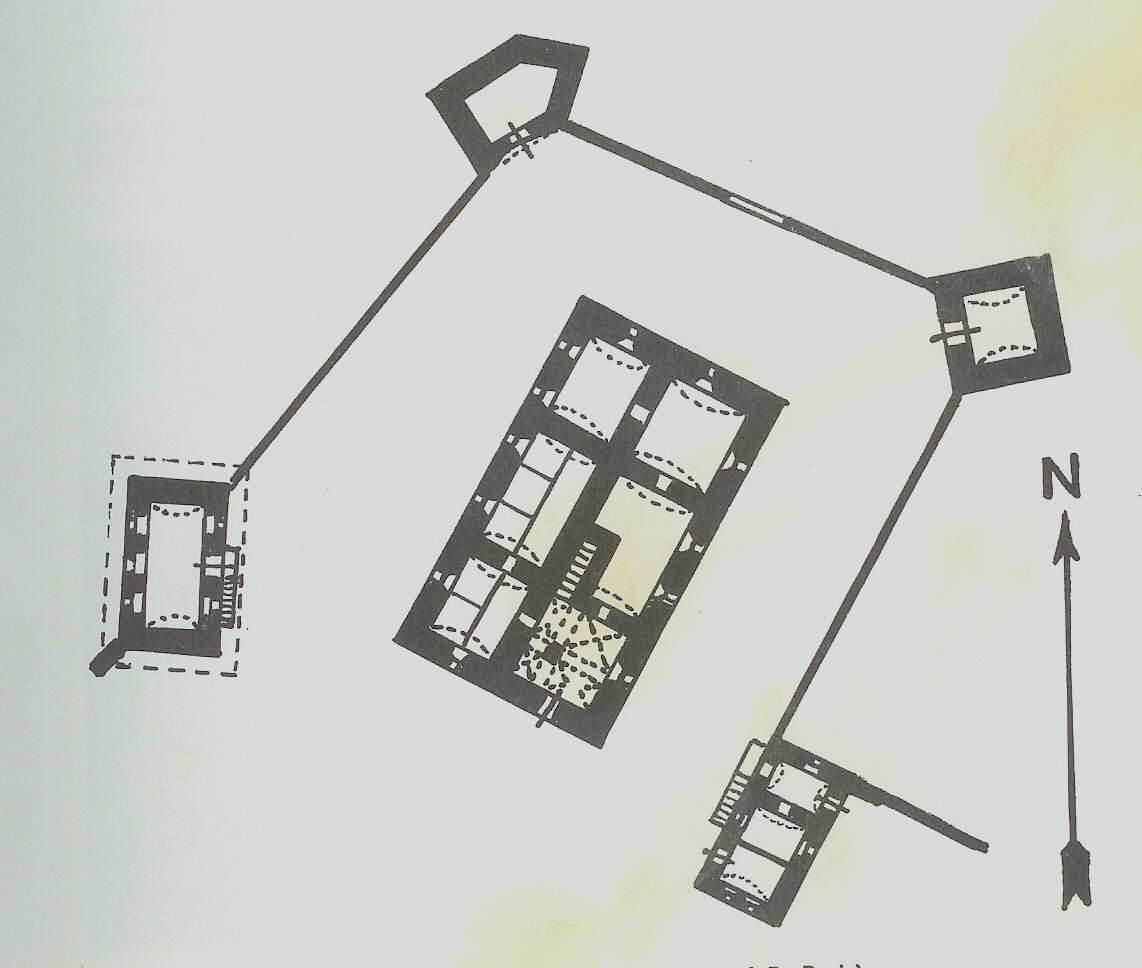
Grundriss
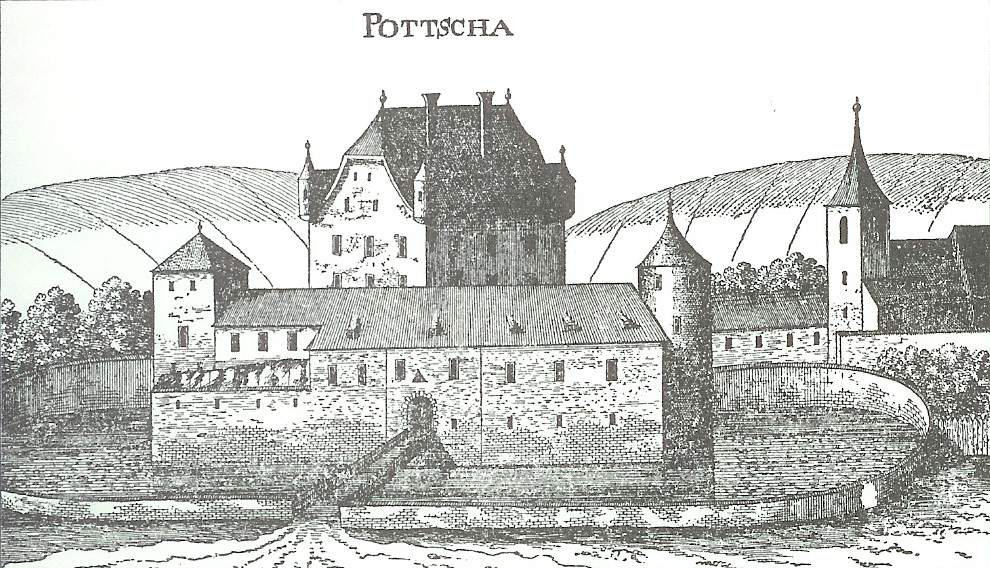
Stich von Matthäus Vischer, 1672